# 세르지오 기제
세르지우 기제(Sérgio Guizé, 1980년 5월 14일 ~ )는 브라질의 배우이다.

## 출연 작품
- BR 716 (2016)
- 베아트리스 (2015)